# Чемпіонат України з волейболу серед чоловіків 2021—2022
Чемпіонат України — серед чоловіків команд в сезоні 2021-2022.

## Регламент
На першому етапі 8 команд грають трійками з роз’їздами у три 
кола три тури.
На другому етапі команди, які посіли 1-2 місця за підсумками 
першого етапу, участь не беруть. Команди, які посіли місця 3,4,5,6 за підсумками першого етапу, грають за системою «плей-офф»: 3-6, 4-5 з п’яти матчів до трьох перемог. Перший та другий матчі приймають команди, які вищі за рейтингом після першого етапу. Треті, четверті (в разі необхідності) матчі приймають команди, які нижчі за рейтингом після першого етапу. 
Команди, які посіли місця з 7 по 8 за підсумками І етапу, грають у два кола два тури за 7-8 місця .

## Учасники
У чемпіонаті України з волейболу серед чоловічих команд сезону 2021-2022  беруть участь вісім клубів:
- СК «Прометей» (Дніпро)
- «Епіцентр-Подоляни» (Городок)
- «Житичі-Полліся» (Житомир)
- ВСК «Юридична академія» (Харків)
- ВК «Решетилівка» (Решетилівка)
- «Барком-Кажани» (Львів)
- «МХП-Вінниця-ШВСМ» (Вінниця)
- «Буревісник-ШВСМ» (Чернігів)

## Перший етап
Таблиця команд суперліги після двоколового турніру
| Місце | Команда                 | І  | В  | П  | СВ | СП | О  |
| ----- | ----------------------- | -- | -- | -- | -- | -- | -- |
| 1.    | «Епіцентр-Подоляни»     | 22 | 22 | 0  | 66 | 7  | 64 |
| 2.    | «Барком-Кажани»         | 22 | 19 | 3  | 61 | 16 | 56 |
| 3.    | СК «Прометей»           | 24 | 13 | 11 | 46 | 40 | 41 |
| 4.    | «Житичі-Полісся»        | 24 | 13 | 11 | 46 | 41 | 40 |
| 5.    | ВСК «Юридична академія» | 24 | 11 | 13 | 43 | 44 | 33 |
| 6.    | «Решетилівка»           | 24 | 10 | 14 | 38 | 50 | 29 |
| 7.    | «МХП-Вінниця»           | 24 | 6  | 18 | 27 | 60 | 19 |
| 8.    | «Буревісник-ШВСМ        | 24 | 0  | 24 | 3  | 72 | 0  |

Виконком Федерації волейболу України сезон 2021-2022 в Україні завершено достроково.